# Alexandre Montariol
Alexandre Montariol, né à Gagnac (Haute-Garonne) le 24 juillet 1914 et mort à Bruguières (Haute-Garonne) le 15 janvier 1976, est un homme politique français.

## Biographie

### Jeunesse et engagement politique
Alexandre Montariol milite dès ses 15 ans aux Jeunesses Socialistes. Il devient ensuite membre de la SFIO en se situant dans la mouvance la plus à gauche : il condamne, par exemple, la politique de non-intervention du gouvernement Blum dans la guerre civile espagnole.
Quand éclate la Seconde Guerre mondiale, en 1939, il est mobilisé. Fait prisonnier en 1940, il tente cinq fois de s’évader sans succès. Il est libéré en 1945 et rentre en France. Il reprend alors sa place à la SFIO qu’il espère rénovée par l’épreuve : élu membre du bureau fédéral en 1948, il est secrétaire fédéral de décembre 1948 à septembre 1950.
Il anime, avec quelques autres militants la tendance Action Socialiste qui critique la politique menée par la SFIO (en particulier contre la politique économique et contre la politique coloniale), le parti étant, par le jeu des alliances, souvent au pouvoir sous la IVe République.
La situation devenant de plus en plus tendue, Alexandre Montariol démissionne en mai 1952. Il en est officiellement exclu peu de temps après, en juillet, avec Paul Debauges, Jean Monier, André Montané, Jean Albouy, tous anciens résistants et fidèles aux idées de la Résistance.

### Le PSU: création et action politique
Commence alors avec, en particulier Paul Debauges, Raymond Ledrut, Maurice Delbruel, un long travail de reconstruction d’une gauche véritable, notamment avec la création du Mouvement Socialiste Révolutionnaire qui aboutira à la « naissance » de la Nouvelle Gauche. Alexandre Montariol est un acteur essentiel de toutes les étapes de l’histoire des « nouvelles gauches », du début des années 1950 à la naissance du PSU (Parti socialiste unifié) en 1960. Il est l’un des fondateurs du Comité d’action des gauches indépendantes en 1953, puis de la Nouvelle Gauche. Secrétaire administratif de la fédération en août 1955 puis en janvier 1957, il est élu membre du Conseil National de la Nouvelle Gauche au congrès de novembre 1955. 
Candidat aux élections cantonales de 1955 dans le canton de Toulouse-Centre, il obtient 3 % des suffrages exprimés.
Lors de la fondation de l’Union de la Gauche Socialiste en décembre 1957, il devient secrétaire de la section toulousaine.
Refusant les conditions de naissance de la Ve République, l’UGS, le PSA (Parti Socialiste Autonome) et les amis de Pierre Mendès France forment l’Union des Forces Démocratiques. Il fut candidat au nom de celle-ci aux élections législatives de novembre 1958, dans la 3e circonscription de Toulouse (1 482 voix soit 3,22 % des suffrages exprimés).
Aux élections municipales de mars 1959, l’UGS présente, avec le PSA, une liste dite d’Entente Socialiste conduite par l’ancien maire de Toulouse, Raymond Badiou. Ils obtiennent un peu plus de 11 % des voix et ont 5 élus : 3 du PSA (Raymond Badiou, Paul Broise et Henri Martin) et 2 de l'UGS (Alexandre Montariol et Robert Durandet).
La majorité de l’UGS hésitait sur les perspectives de fusion entre ces différents « groupuscules ». Les militants se méfient de Pierre Mendès France qu’ils considèrent comme un homme politique courageux, partisan d’une politique de paix mais aucunement socialiste. Alexandre Montariol était l’un des plus fermes partisans de la fusion, plus par souci d’efficacité que par enthousiasme.
Le PSU, résultat de cette fusion, est créé en avril 1960. Un de ses combats majeurs sera la lutte politique pour l’indépendance de l’Algérie.
Alexandre Montariol est alors co-secrétaire avec Charles Pistre de la fédération de la Haute-Garonne du PSU. Il siège au comité politique national (CPN) du PSU en 1960. Puis il est le seul secrétaire fédéral, en 1961, réélu en 1967.
Il est candidat PSU aux élections municipales de 1965 à Toulouse. Il l’est aussi, aux élections législatives, dans la troisième circonscription (Toulouse-Sud) en 1962(3 034 voix sur 68 877 inscrits), il se désiste alors pour le candidat communiste arrivé en tête de la gauche.
Candidat à nouveau en 1967 (2 120 voix sur 73 961 inscrits), il se désiste cette fois-ci pour le candidat de la FGDS, le mieux placé des candidats de gauche, et qui fut élu au deuxième tour.
Il est encore secrétaire fédéral du PSU en 1967 et met en débat le texte d'orientation Le parti devant la perspective de la gauche unie lors du 5e congrès national. Ce texte, qu'il ne signera pas, fut porté par 31 signataires, dont Pierre Bérégovoy, Claude Bourdet, Gilles Martinet, Jean Poperen notamment.
À côté du Parti, il crée et anime le Cercle populaire d’études où se donnent des conférences, des débats d’information, des réunions d’études politiques ou culturelles. Il organise également des voyages à travers l’Europe qui permettent de créer des contacts humains en visitant des usines, des fermes, des syndicats et également d'étudier d'autres organisations économiques comme l'autogestion dans la Yougoslavie de Tito.
Il construit, avec un groupe de camarades, un chalet au pied des pistes de la station de ski du Mourtis, chalet qu’il baptise du nom de son ami, René Gouyon, afin de mettre ce sport, alors plutôt onéreux et donc réservé aux classes aisées, à la portée de tous.
Après le séisme de mai 68 et les multiples fractures qui affectent le Parti, il se retrouve minoritaire et démissionne en 1970, tout en gardant ses activités au CPE (Cercle populaire d'études), dont il est le président.